# Aleksandr Riyabkin
Aleksandr Ryabkin (Russisch: Александр Рябкин) (Sverdlovsk, 1 mei 1989) is een Russisch voormalig wielrenner die in 2011 en 2012 uitkwam voor Team Caja Rural.

## Belangrijkste resultaten
2009
Eindklassement Ronde van Segovia
2010
Eindklassement Ronde van Portugal van de Toekomst
San Juan Sari Nagusia
San Roman Saria
1e etappe Ronde van Zamora